# Saint-Denis (arrondissement i Réunion)

Saint-Denis är ett franskt arrondissement i departementet Réunion i Indiska oceanen. Det gränsar i söder till kommunen Salazie, i öster till Saint-André och i väster till La Possession.
Arrondissementet har 236 599 invånare, 560 invånare/km² (1999) och arealen är 423 km². Detta arrondissement heter exakt samma sak som Saint-Denis i departementet Seine-Saint-Denis strax norr om Paris. De båda arrondissementen har dessutom flera kommuner med helt eller delvis likadana namn.
I Saint-Denis på Réunion finns 14 kantoner och 3 kommuner. 

## Administrativ historik
2006 förlorade arrondissementet de två kommunerna Le Port och La Possession till arrondissementet Saint-Paul.

## Kommuner

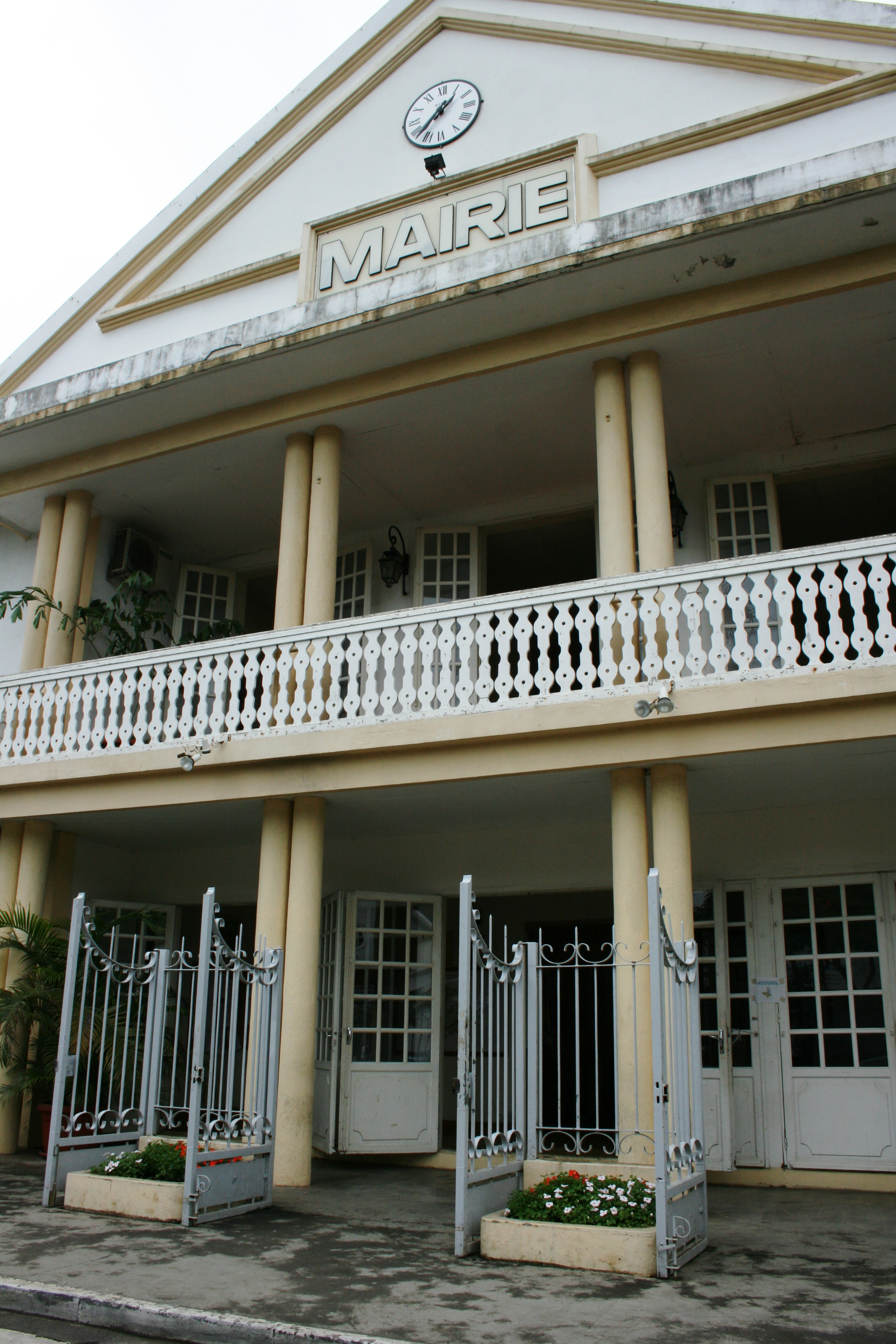
Rådhuset finns i Sainte-Suzanne, som är en av arrondissementet Saint-Denis tre kommuner.

1. Saint-Denis
2. Sainte-Marie
3. Sainte-Suzanne

### Digitala källor
- ”Populations légales en vigueur à compter du 1er janvier 2021” (på franska) (pdf). INSEE. december 2020. https://www.insee.fr/fr/statistiques/fichier/4989704/dep974.pdf. Läst 28 april 2021.